# 6181 Bobweber
A 6181 Bobweber (ideiglenes jelöléssel 1986 RW) a Naprendszer kisbolygóövében található aszteroida. Eleanor F. Helin fedezte fel 1986. szeptember 6-án.